# Flatetjärnet
Flatetjärnet är en sjö i Bengtsfors kommun i Dalsland och ingår i Göta älvs huvudavrinningsområde. Sjön har en area på 0,291 kvadratkilometer och ligger 106,4 meter över havet.

## Delavrinningsområde
Flatetjärnet ingår i det delavrinningsområde (655801-129078) som SMHI kallar för Mynnar i Lelång. Medelhöjden är 121 meter över havet och ytan är 7,01 kvadratkilometer. Det finns ett avrinningsområde uppströms, och räknas det in blir den ackumulerade arean 11,07 kvadratkilometer. Vattendraget som avvattnar avrinningsområdet har biflödesordning 3, vilket innebär att vattnet flödar genom totalt 3 vattendrag innan det når havet efter 205 kilometer. Avrinningsområdet består mestadels av skog (53 procent), öppen mark (23 procent) och jordbruk (18 procent). Avrinningsområdet har 0,29 kvadratkilometer vattenytor vilket ger det en sjöprocent på 4,1 procent.